# Asesinato de Meredith Kercher
Meredith Kercher (Londres, 28 de diciembre de 1985 - Perugia, Umbría; 1 de noviembre de 2007) era una estudiante británica de la Universidad de Leeds que estaba de intercambio en Italia y que fue asesinada en 2007, a los 21 años de edad, siendo su cuerpo encontrado en el suelo de su dormitorio de la ciudad de Perugia. Para cuando las huellas dactilares manchadas de sangre en la escena fueron identificadas como pertenecientes a Rudy Guede, la policía había acusado a la compañera de habitación estadounidense de Kercher, Amanda Knox, y al novio italiano de esta última, Raffaele Sollecito. Los procesamientos posteriores de Knox y Sollecito recibieron publicidad internacional, con peritos forenses y juristas que adoptaron una visión crítica de las pruebas que respaldaban los veredictos iniciales de culpabilidad.
Guede fue juzgado por separado en un procedimiento de vía rápida y, en octubre de 2008, fue declarado culpable de la agresión sexual y el asesinato de Kercher. Posteriormente agotó el proceso de apelación y comenzó a cumplir una condena de 16 años. El 4 de diciembre de 2020, un tribunal italiano dictaminó que Guede podría completar su mandato haciendo servicio comunitario. Fue liberado de prisión el 24 de noviembre de 2021.
Knox y Sollecito fueron puestos en libertad después de casi cuatro años tras su absolución en un juicio de segundo nivel. Knox regresó de inmediato a los Estados Unidos.
Sin embargo, los veredictos absolutorios de apelación fueron declarados nulos por "ilógicas manifiestas" por el Tribunal Supremo de Casación de Italia en 2013. Los juicios de apelación tuvieron que repetirse, siendo celebrados en Florencia, donde los dos fueron condenados nuevamente en 2014.
Las condenas de Knox y Sollecito fueron finalmente anuladas por la Corte Suprema el 27 de marzo de 2015. La Corte Suprema de Casación invocó la disposición del art. 530 § 2. del Código de Procedimiento italiano ("duda razonable") y ordenó que no se celebraran más juicios, lo que resultó en su absolución y el fin y archivado del caso. El veredicto señaló que como la evidencia científica era "central" para el caso, hubo "fallas de investigación sensacionales", "amnesia" y "omisiones culpables" por parte de las autoridades investigadoras.

## Meredith Kercher

### Trasfondo
Meredith Susanna Cara Kercher había nacido el 28 de diciembre de 1985 en Southwark, municipio al sur del Támesis, en el Gran Londres. Era conocida por sus amigos como "Mez" y vivía en el barrio londinense de Coulsdon. Había asistido a la Old Palace School en Croydon. Estaba entusiasmada con el idioma y la cultura de Italia, y después de un viaje de intercambio escolar, regresó a los 15 años para pasar sus vacaciones de verano con una familia en Sessa Aurunca.
Kercher estudió política europea e italiano en la Universidad de Leeds. Trabajando como camarera, guía turística y en promociones para mantenerse a sí misma, llegando a hacer un cameo en el video musical de la canción de Kristian Leontiou Some Say en 2004. Aspiraba a trabajar para la Unión Europea o como periodista. En octubre de 2007, asistió a la Universidad de Perugia, donde comenzó cursos de historia moderna, teoría política e historia del cine. Sus compañeros de estudios la describieron como cariñosa, inteligente, ingeniosa y popular.

### Via della Pergola, 7
Perugia, un conocido centro cultural y artístico, es una ciudad de más de 150 000 habitantes. Buena parte de su población juvenil son estudiantes, muchos de ellos del extranjero, como era el caso de Kercher. La joven compartía un piso de cuatro dormitorios en la planta baja en una casa en la Via della Pergola, 7. Sus compañeras de piso eran dos mujeres italianas de unos 20 años, Filomena Romanelli y Laura Mezzetti, y una estudiante estadounidense de 20 años de la Universidad de Washington, Amanda Knox, que asistía a la Universidad para extranjeros de Perugia en un año de intercambio. Kercher y Knox se mudaron el 10 y el 20 de septiembre de 2007, respectivamente, y se conocieron por primera vez. Kercher normalmente llamaba a su madre a diario a través de un teléfono móvil; un segundo teléfono móvil que utilizó estaba registrado a nombre de su compañero de piso, Romanelli.
El nivel inferior de la casa estaba ocupado por cuatro jóvenes italianos con quienes tanto Kercher como Knox eran amigos. Una noche a mediados de octubre, Kercher y Knox conocieron a Rudy Guede cuando regresaron a casa a las 2:00 horas de la madrugada. Guede había sido invitado al piso de la planta baja por algunos de los inquilinos italianos, con los que había congeniado. A las 4:30 horas, Kercher y Knox se fueron.
También a mediados de octubre, Kercher y Knox asistieron al festival EuroChocolate. El 25 de octubre de 2007, Kercher y Knox asistieron a un concierto de música clásica, donde Knox conoció a Raffaele Sollecito, un estudiante de informática de 23 años de la Universidad de Perugia.

### Último avistamiento
El 1 de noviembre, como en muchos países, fue festivo en Italia. Los compañeros de piso italianos de Kercher estaban fuera de la ciudad, al igual que los ocupantes del piso de abajo. Esa noche, Kercher cenó con tres mujeres inglesas en una de sus casas. Se separó de un amigo alrededor de las 20:45 horas, a unos 460 m de Via della Pergola, 7.
Según el relato de Knox, después de haber pasado la noche con Sollecito, llegó a Via della Pergola, 7 la mañana del 2 de noviembre de 2007 y encontró la puerta principal abierta y gotas de sangre en el baño que compartía con Kercher. La puerta del dormitorio de Kercher estaba cerrada, lo que Knox interpretó como una indicación de que estaba durmiendo. Después de ducharse en el baño que ambas compartían, Knox encontró heces en el inodoro del baño compartido por Romanelli y Mezzetti. Knox regresó a la casa de Sollecito y luego regresó con él a Via della Pergola, 7. Al notar una ventana rota en el dormitorio de Romanelli y alarmarse porque Kercher no respondió a su puerta, Sollecito intentó sin éxito abrir la puerta. Sollecito llamó a su hermana, teniente de los carabineros, para pedir consejo. Ella le aconsejó que llamara al número de emergencias 112, lo cual hizo.

### Descubrimiento del cuerpo
Después de recibir una llamada telefónica de Knox, Romanelli llegó al piso. La autora Candace Dempsey escribe que al rebuscar, en busca de cualquier cosa que pudiera faltar, Romanelli alteró inadvertidamente la escena del crimen. Al descubrir que los dos teléfonos que Kercher solía llevar con ella habían sido encontrados en un jardín cercano, Romanelli se preocupó y solicitó que la fuerza policial abriera la puerta del dormitorio de Kercher, pero la policía se negó. En cambio, el amigo de Romanelli abrió la puerta a la fuerza alrededor de las 13:15 horas, y el cuerpo de Kercher fue encontrado adentro, tirado en el piso, cubierto por un edredón.

### Autopsia
El patólogo Luca Lalli, del instituto de ciencias forenses de Perugia, realizó la autopsia del cuerpo de Kercher. Sus heridas consistieron en 16 contusiones y siete cortes. Estos incluyeron varios hematomas y algunos cortes insustanciales en la palma de su mano. Los moretones en la nariz, las fosas nasales, la boca y debajo de la mandíbula eran compatibles con una mano que le tapaba la boca y la nariz. El informe de la autopsia fue revisado por tres patólogos del instituto de ciencias forenses de Perugia, quienes interpretaron las lesiones, incluidas algunas en la región genital, como un intento de inmovilizar a Kercher durante la violencia sexual.

### Entierro
El 14 de diciembre de 2007 se celebró un funeral en la iglesia episcopal de Croydon, al que asistieron más de 300 personas, seguido de un entierro privado en el cementerio de Mitcham Road. El título que Kercher habría recibido fue otorgado póstumamente por la Universidad de Leeds en 2009.

### Creación del fondo de becas Meredith Kercher

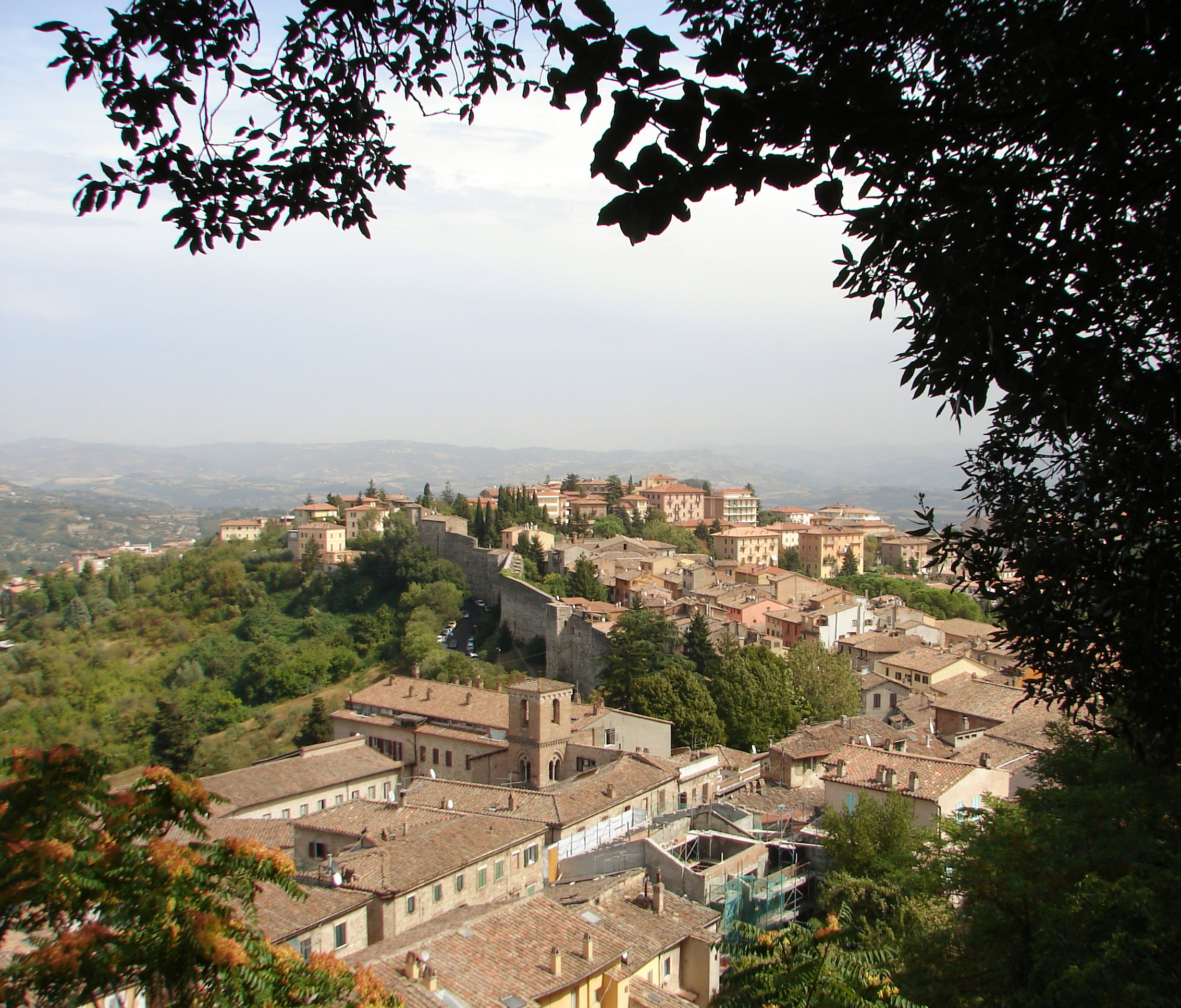
Panorámica de la ciudad de Perugia.

Cinco años después del asesinato, la ciudad de Perugia y su Universidad para extranjeros, en cooperación con la embajada italiana en Londres, instituyeron un fondo de becas para honrar la memoria de Meredith Kercher. John Kercher declaró en una entrevista que todos los beneficios de su libro irían a una fundación benéfica en nombre de Meredith Kercher.

### Procedimiento penal en Italia
En Italia, las personas acusadas de cualquier delito se consideran inocentes hasta que se demuestre su culpabilidad, aunque el acusado puede permanecer detenido. A menos que el acusado opte por un juicio por la vía rápida, los casos de asesinato son examinados por un Corte d'assise. Este tribunal tiene competencia para juzgar los delitos más graves, aquellos delitos cuya pena máxima comienza a los 24 años de prisión. Un veredicto de culpabilidad no se considera una condena definitiva hasta que el acusado haya agotado el proceso de apelación, independientemente del número de veces que el acusado haya sido sometido a juicio.
Los juicios italianos pueden durar muchos meses y tener largos intervalos entre audiencias; el primer juicio de Knox y Sollecito se escuchó dos días a la semana, durante tres semanas al mes. Si se lo declara culpable, se garantiza al acusado lo que en realidad es un nuevo juicio, en el que se pueden volver a examinar todas las pruebas y los testigos.
Un veredicto puede ser revocado por la Corte Suprema de Casación, que considera los escritos. Si esta revoca un veredicto, explica qué principios legales fueron violados por el tribunal de primera instancia, que a su vez debe acatar la sentencia al volver a juzgar el caso. Si, por el contrario, confirma un veredicto de culpabilidad del juicio de apelación, la condena se vuelve definitiva, el proceso de apelación se agota y se cumple la sentencia.

## Rudy Guede
Rudy Hermann Guede (nacido el 26 de diciembre de 1986 en Abiyán, ciudad de Costa de Marfil) tenía 20 años en el momento del asesinato. Había vivido en Perugia desde los cinco años. En Italia, Guede se crio con la ayuda de sus maestros de escuela, un sacerdote local y otras personas. El padre de Guede regresó a Costa de Marfil en 2004. Guede, que entonces tenía 17 años, fue adoptado por una rica familia perugiana. Jugó baloncesto para el equipo juvenil de Perugia en la temporada 2004-2005. Guede dijo que había conocido a un par de italianos del piso inferior de Via della Pergola, 7 mientras pasaba las tardes en la cancha de baloncesto de la Piazza Grimana. A mediados de 2007, su familia adoptiva le pidió que abandonara su hogar.
Los jóvenes que vivían en el piso de abajo en Via della Pergola, 7 no recordaban cómo los había conocido Guede, pero sí recordaban cómo, después de su primera visita a su casa, lo habían encontrado más tarde en el baño, sentado dormido en el inodoro inconsciente. Guede presuntamente cometió robos, incluido uno en la oficina de un abogado a través de una ventana del segundo piso, y otro durante el cual robó un piso y blandió una navaja de bolsillo cuando se enfrentó tras ser descubierto. El 27 de octubre de 2007, días antes del asesinato de Kercher, Guede fue arrestado en Milán después de irrumpir en una guardería. Según los informes, la policía lo encontró con un cuchillo de 28 cm, que se había llevado de la cocina de la escuela.
Guede fue a la casa de un amigo alrededor de las 23:30 horas el 1 de noviembre de 2007, la noche del asesinato. Luego fue a un club nocturno, donde permaneció hasta las 4:30 horas de la madrugada. La noche siguiente, el 2 de noviembre de 2007, Guede fue al mismo club nocturno con tres estudiantes estadounidenses a las que había conocido en un bar. Luego se fue de Italia a Alemania, donde estuvo ubicado en las semanas siguientes.

### Juicio
Después de que se encontraran sus huellas dactilares en la escena del crimen, Guede fue extraditado de Alemania. En redes, llegó a decir que sabía que era un sospechoso y quería limpiar su nombre. Guede optó por un juicio por vía rápida, que se llevó a cabo en una sesión a puerta cerrada sin la presencia de reporteros. Le dijo al tribunal que había ido a Via della Pergola, 7 en una cita convenida con Kercher, después de conocerla la noche anterior. Dos vecinas de Guede, estudiantes extranjeras que estaban con él en un club nocturno esa noche, le dijeron a la policía que la única chica con la que lo vieron hablando tenía el pelo largo y rubio. Guede dijo que Kercher lo había dejado entrar en el piso en torno a las 21 horas. Los abogados de Sollecito dijeron que un fragmento de vidrio de la ventana que se encontró junto a la huella de un zapato de Guede en la escena del crimen era prueba de que Guede había irrumpido.
Guede dijo que Kercher y él se habían besado y tocado, pero que no tuvieron relaciones sexuales porque no tenían condones disponibles. Afirmó que luego desarrolló dolores de estómago y se dirigió al gran baño al otro lado del apartamento. Guede dijo que escuchó a Kercher gritar mientras estaba en el baño, y que al salir, vio una figura en la sombra sosteniendo un cuchillo y parada sobre ella mientras yacía sangrando en el piso. Guede declaró además que el hombre huyó, mientras decía en perfecto italiano, "Trovato negro, trovato colpevole; andiamo" ("Encontrado negro, encontrado culpable; vamos").
El tribunal determinó que su versión de los hechos no coincidía con la evidencia científica y que no podía explicar por qué se había encontrado una de las huellas de la palma de su mano, manchada con sangre de Kercher, en la almohada de la cama individual, debajo del cuerpo desnudo. Guede dijo que había dejado a Kercher completamente vestido. Fue declarado culpable en octubre de 2008 de asesinato y agresión sexual y condenado a 30 años de prisión. El juez Micheli absolvió a Guede de robo, sugiriendo que no había habido allanamiento.

### Apelación
Guede originalmente dijo que Knox no había estado en la escena del crimen, pero luego cambió su historia para decir que ella había estado en el apartamento en el momento del asesinato. Afirmó que la había oído discutir con Kercher y que, al mirar por una ventana, había visto la silueta de Knox fuera de la casa.
Tres semanas después de que Knox y Sollecito fueran condenados, a Guede se le redujo la pena de prisión de 30 a 24 años antes de la reducción automática de un tercio otorgada para el juicio por la vía rápida, lo que resultó en una sentencia final de 16 años. Un abogado que representaba a la familia Kercher protestó por la "reducción drástica" de la sentencia. Guede tuvo su primera liberación de 36 horas en junio de 2016, después de nueve años de prisión. Se le negó el permiso para apelar contra su condena en 2017.

### Puesta en libertad
Guede fue liberado de prisión el 24 de noviembre de 2021.

## Amanda Knox y Raffaele Sollecito
Al describir el caso a sus colegas horas después del descubrimiento del cuerpo, la detective superintendente de Perugia Reparto volanti (Escuadrón Móvil), Monica Napoleoni, les dijo que el asesino definitivamente no era un ladrón y que los signos aparentes de un allanamiento se representaron como un engaño deliberado. Knox era la única ocupante de la casa que había estado cerca la noche del asesinato; dijo que había pasado la noche del 1 de noviembre con Sollecito en su piso. Durante los siguientes cuatro días, Knox fue entrevistada repetidamente sin que se le permitiera acceder a un abogado. Más tarde testificó que la policía la sometió a tácticas de presión y la golpeó para incriminarla. Fue detenida y acusada de asesinato al mediodía del 6 de noviembre de 2007.

### Detenciones
Napoleoni contó con el respaldo de otros detectives para defender el arresto de Knox, Sollecito y Patrick Lumumba, este último a quien Knox había implicado. Sin embargo, el superior inmediato de Napoleoni, el superintendente en jefe Marco Chiacchiera, pensó que los arrestos serían prematuros y abogó por una estrecha vigilancia de los sospechosos como la mejor manera de avanzar en la investigación. El 8 de noviembre de 2007, Knox, Sollecito y Lumumba comparecieron ante la jueza Claudia Matteini y, durante un aplazamiento de una hora, Knox se reunió con sus abogados por primera vez. Matteini ordenó la detención de Knox, Sollecito y Lumumba durante un año. El 19 de noviembre de 2007, la policía forense de Roma comparó las huellas dactilares encontradas en el dormitorio de Kercher con las de Rudy Guede. El 20 de noviembre de 2007, Guede fue arrestado en Alemania y Lumumba quedó en libertad.

### Publicidad previa al juicio
Knox se convirtió en objeto de una intensa atención mediática. Poco antes de su juicio, inició acciones legales contra Fiorenza Sarzanini, la autora de un libro superventas sobre ella, que había sido publicado en Italia. El libro incluía relatos de eventos imaginados o inventados por Sarzanini, transcripciones de testigos que no eran de dominio público y extractos seleccionados de los diarios privados de Knox, que Sarzanini había obtenido de alguna manera. Los abogados de Knox dijeron que el libro había "informado de una manera lasciva, con el único objetivo de despertar la imaginación mórbida de los lectores".
Según el comentarista legal estadounidense Kendal Coffey, "en este país, diríamos, con este tipo de exposición en los medios, no se puede tener un juicio justo". En los Estados Unidos, una campaña de publicidad previa al juicio apoyó a Knox y atacó a los investigadores italianos, pero su abogado pensó que era contraproducente.

### Juicios contra Knox y Sollecito
Knox y Sollecito estuvieron en prisión. Su juicio comenzó el 16 de enero de 2009 ante el juez Giancarlo Massei, la jueza adjunta Beatrice Cristiani y seis jueces legos en la Corte d'Assise de Perugia. Los cargos eran que Knox, Sollecito y Guede habían asesinado a Kercher en su habitación. Knox y Sollecito se declararon inocentes.
Según la fiscalía, Knox había atacado a Kercher en su habitación, golpeó repetidamente su cabeza contra la pared, le sujetó la cara con fuerza y trató de estrangularla. Mignini sugirió que Knox se había burlado de Kercher y que pudo haber dicho: "Actuaste mucho, ahora te lo vamos a mostrar. ¡Ahora te verán forzado a tener relaciones sexuales!". La fiscalía planteó la hipótesis de que Guede, Knox y Sollecito le habían quitado los pantalones vaqueros a Kercher y la habían sostenido sobre sus manos y rodillas mientras Guede la abusaba sexualmente; que Knox había cortado a Kercher con un cuchillo antes de infligir la fatal herida de arma blanca; y que luego había robado los teléfonos móviles y el dinero de Kercher para fingir un robo. El 5 de diciembre de 2009, Knox y Sollecito fueron condenados por asesinato y condenados a 26 y 25 años de prisión.
El juicio de apelación comenzó en noviembre de 2010, presidido por los jueces Claudio Pratillo Hellmann y Massimo Zanetti. Una revisión ordenada por el tribunal de las pruebas de ADN impugnadas por parte de expertos independientes observó numerosos errores básicos en la recopilación y el análisis de las pruebas, y concluyó que no se había encontrado ningún rastro probatorio del ADN de Kercher en la presunta arma homicida. Aunque la revisión confirmó que los fragmentos de ADN en el broche del sostén incluían algunos de Sollecito, un experto testificó que el contexto sugería fuertemente contaminación.
El 3 de octubre de 2011, Knox y Sollecito fueron absueltos. Un fallo de que la prueba era insuficiente, similar al veredicto de no probado, estuvo a disposición del tribunal, pero el tribunal absolvió a Knox y Sollecito por completo. Se confirmó la condena de Knox por el cargo de difamación de Patrick Lumumba, y la sentencia original de un año se incrementó a tres años y once días de prisión.
En su informe oficial sobre la decisión del tribunal de revocar las condenas, los jueces del juicio de apelación escribieron que el veredicto de culpabilidad en el juicio original "no fue corroborado por ningún elemento objetivo de prueba". Al describir las entrevistas policiales de Knox como de "duración obsesiva", los jueces dijeron que las declaraciones que hizo incriminándose a sí misma ya Lumumba durante el interrogatorio eran evidencia de su confusión mientras estaba bajo "gran presión psicológica". Los jueces señalaron además que un vagabundo que había testificado haber visto a Sollecito y Knox en la Piazza Grimana la noche del asesinato era un adicto a la heroína; que Massei, el juez del juicio de 2009, había utilizado la palabra "probablemente" 39 veces en su informe; y que no existía evidencia de llamadas telefónicas o mensajes de texto entre Knox o Sollecito y Guede.

### Nuevo juicio
Luego de una solicitud de procesamiento exitosa, se llevó a cabo una nueva audiencia del juicio de segundo nivel de Knox y Sollecito. La única evidencia nueva provino del análisis ordenado por la corte de una muestra no examinada previamente de la hoja del cuchillo de cocina de Sollecito, que la fiscalía había alegado era el arma homicida.
 Cuando la muestra no examinada fue analizada por expertos designados por el tribunal para el nuevo juicio de apelación, no se encontró ADN perteneciente a Kercher. A pesar del resultado negativo de la acusación, el tribunal emitió veredictos de culpabilidad contra los acusados, apelando ambos dicha sentencia.

### Absolución del cargo de asesinato
El 27 de marzo de 2015, el Tribunal de Casación de Italia dictaminó que Knox y Sollecito eran inocentes de asesinato, lo que puso fin definitivamente al caso. En lugar de simplemente declarar que ocurrieron errores en los casos judiciales anteriores o que las pruebas eran insuficientes para condenar, el tribunal dictaminó que Knox y Sollecito no habían cometido el asesinato y eran inocentes de esos cargos, pero confirmó la condena de Knox por difamar a Patrick Lumumba.
Luego de que se anunciara este veredicto, Knox, quien había estado en Estados Unidos de manera ininterrumpida desde 2011, dijo en un comunicado: "El conocimiento de mi inocencia me ha dado fuerza en los momentos más oscuros de esta terrible experiencia".
En septiembre de 2015, el juez supremo delegado, asesor judicial Gennaro Marasca, hizo públicos los motivos de la absolución. Primero, ninguna de las pruebas demostró que Knox o Sollecito estuvieran presentes en la escena del crimen. En segundo lugar, no pueden haber "participado materialmente en el homicidio", ya que no se les pudo atribuir absolutamente ningún "rastro biológico [...] en la habitación del asesinato o en el cuerpo de la víctima, donde en contraste se encontraron numerosos rastros atribuibles a Guede".